# Analy Rodríguez
Analy Rodríguez (ur. 28 października 1973) – wenezuelska judoczka.
Uczestniczka mistrzostw świata w 2003 i 2005. Startowała w Pucharze Świata w 2004. Brązowa medalistka igrzysk panamerykańskich w 2003, igrzysk Ameryki Środkowej i Karaibów w 2002, a także mistrzostw panamerykańskich w 2003. Wygrała igrzyska boliwaryjskie w 2005. Triumfatorka mistrzostw Ameryki Południowej w 2004 i trzecia w 2002 roku.